# Giải Oscar lần thứ 88
Lễ trao giải Oscar lần thứ 88, tổ chức bởi Viện Hàn lâm Khoa học và Nghệ thuật Điện ảnh Hoa Kỳ (Academy of Motion Picture Arts and Sciences - AMPAS), nhằm tôn vinh những thành tựu xuất sắc nhất của ngành điện ảnh trong năm 2015 diễn ra vào ngày 28 tháng 2 năm 2016 tại Nhà hát Dolby ở Hollywood, California lúc 5:30 chiều giờ Thái Bình Dương / 8:30 tối giờ miền Đông Hoa Kỳ. Trong buổi lễ, Viện Hàn lâm trao tặng các Giải thưởng Viện Hàn Lâm (thường gọi là Giải Oscar) ở 24 hạng mục. Buổi lễ được công ty ABC phát sóng trực tiếp tại Hoa Kỳ, sản xuất bởi David Hill và Reginald Hudlin, đạo diễn bởi Glenn Weiss. Nam diễn viên Chris Rock quay lại với vai trò dẫn chương trình, sau lần đầu tiên ông dẫn chương trình tại Giải Oscar lần thứ 77 vào năm 2005.
Trong những diễn biến liên quan, Viện Hàn lâm tổ chức Giải thưởng Governors thường niên lần thứ 7 tại phòng khiêu vũ của Trung tâm Hollywood và Highland vào ngày 14 tháng 11 năm 2015. Ngày 13 tháng 2 năm 2016, trong buổi lễ tại Khách sạn Beverly Wilshire ở Beverly Hills, California, Giải thưởng Viện Hàn lâm cho Thành tựu Kỹ thuật đã được công bố và trao tặng bởi những người dẫn chương trình Olivia Munn và Jason Segel.
Mad Max: Fury Road giành sáu giải Oscar, nhiều giải thưởng nhất trong số các phim tham dự, và The Revenant giành ba giải trong số 12 đề cử. Các phim đoạt giải khác gồm có Spotlight, đoạt hai giải, bao gồm Phim hay nhất, với A Girl in the River: The Price of Forgiveness, Amy, Bear Story, The Big Short, Bridge of Spies, The Danish Girl, Ex Machina, The Hateful Eight, Inside Out, Room, Son of Saul, Spectre, và Stutterer mỗi phim nhận được một giải Oscar.

## Đề cử và giải thưởng

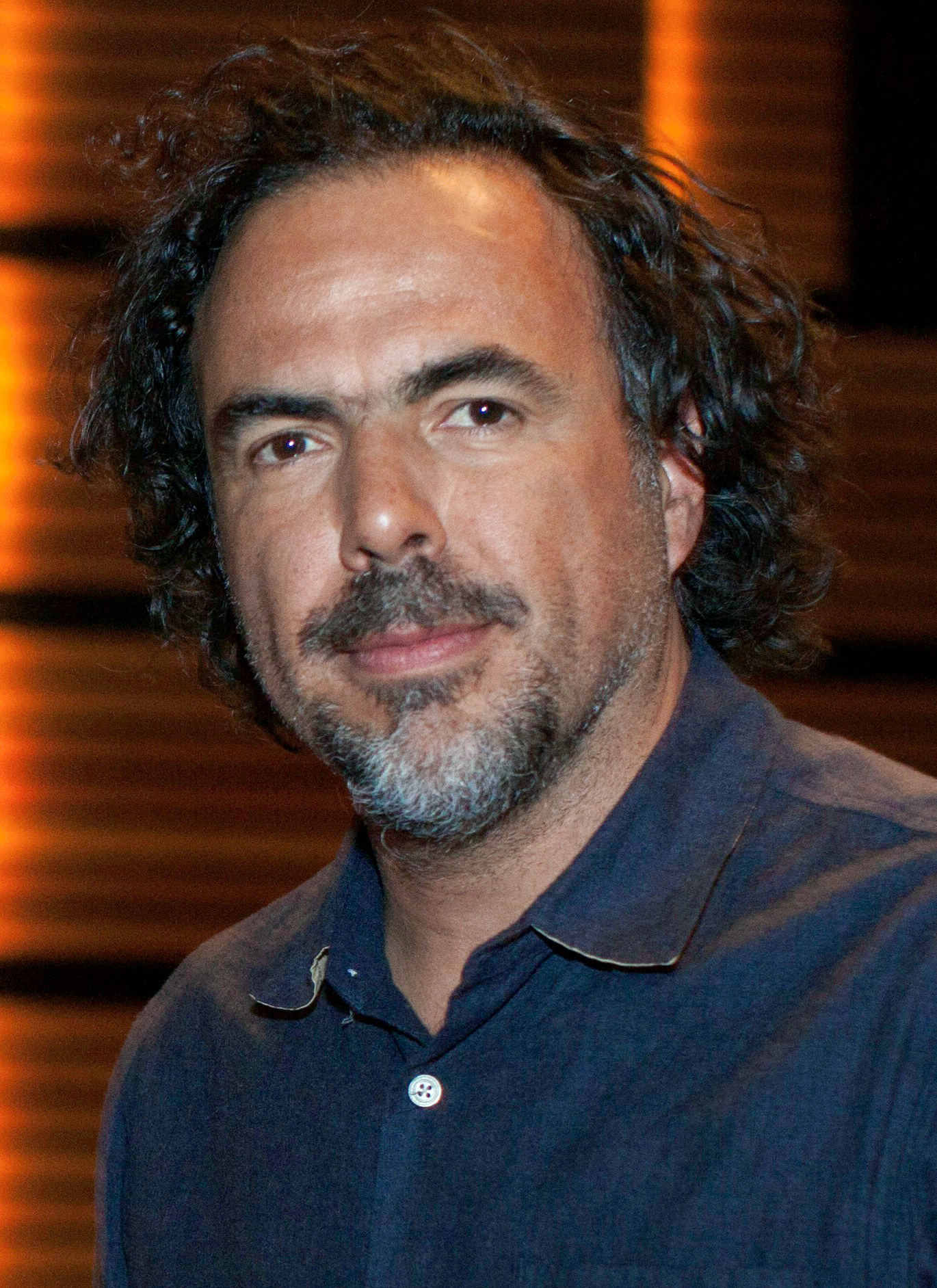
Alejandro G. Iñárritu, Đạo diễn xuất sắc nhất

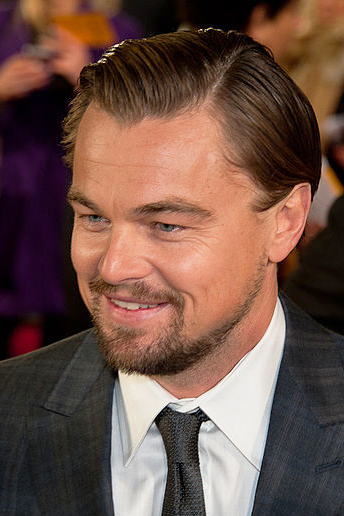
Leonardo DiCaprio, Nam diễn viên chính xuất sắc nhất

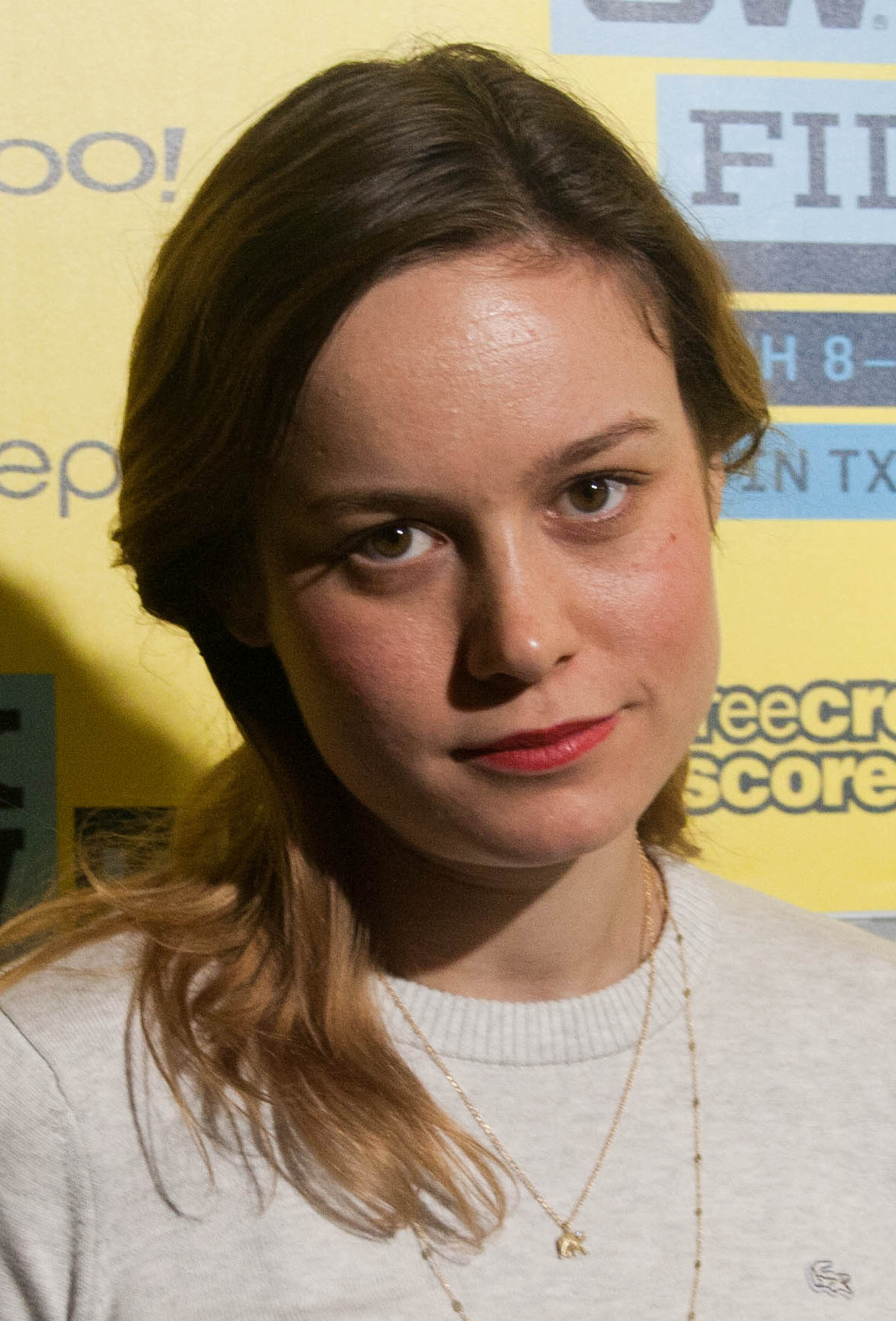
Brie Larson, Nữ diễn viên chính xuất sắc nhất

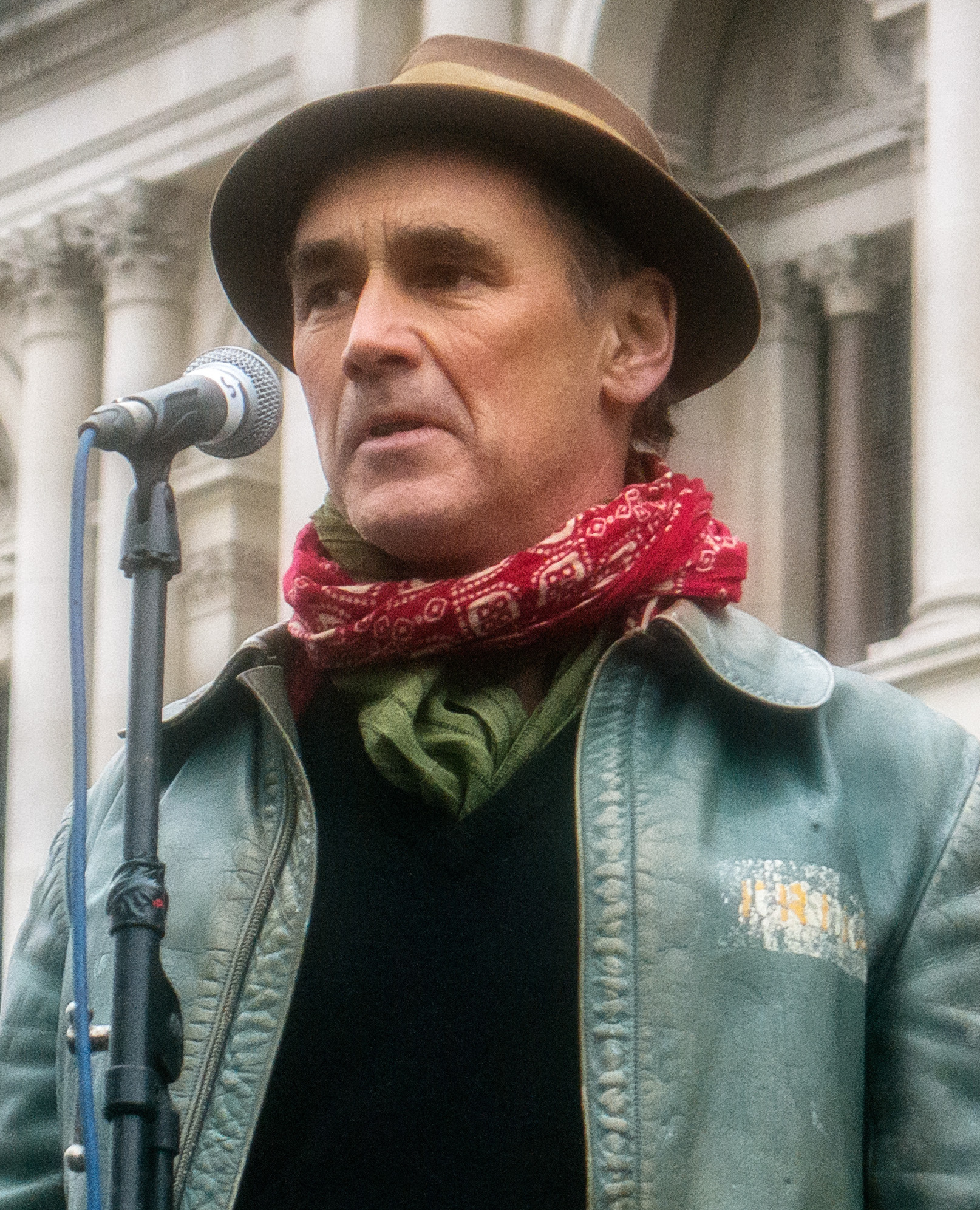
Mark Rylance, Nam diễn viên phụ xuất sắc nhất

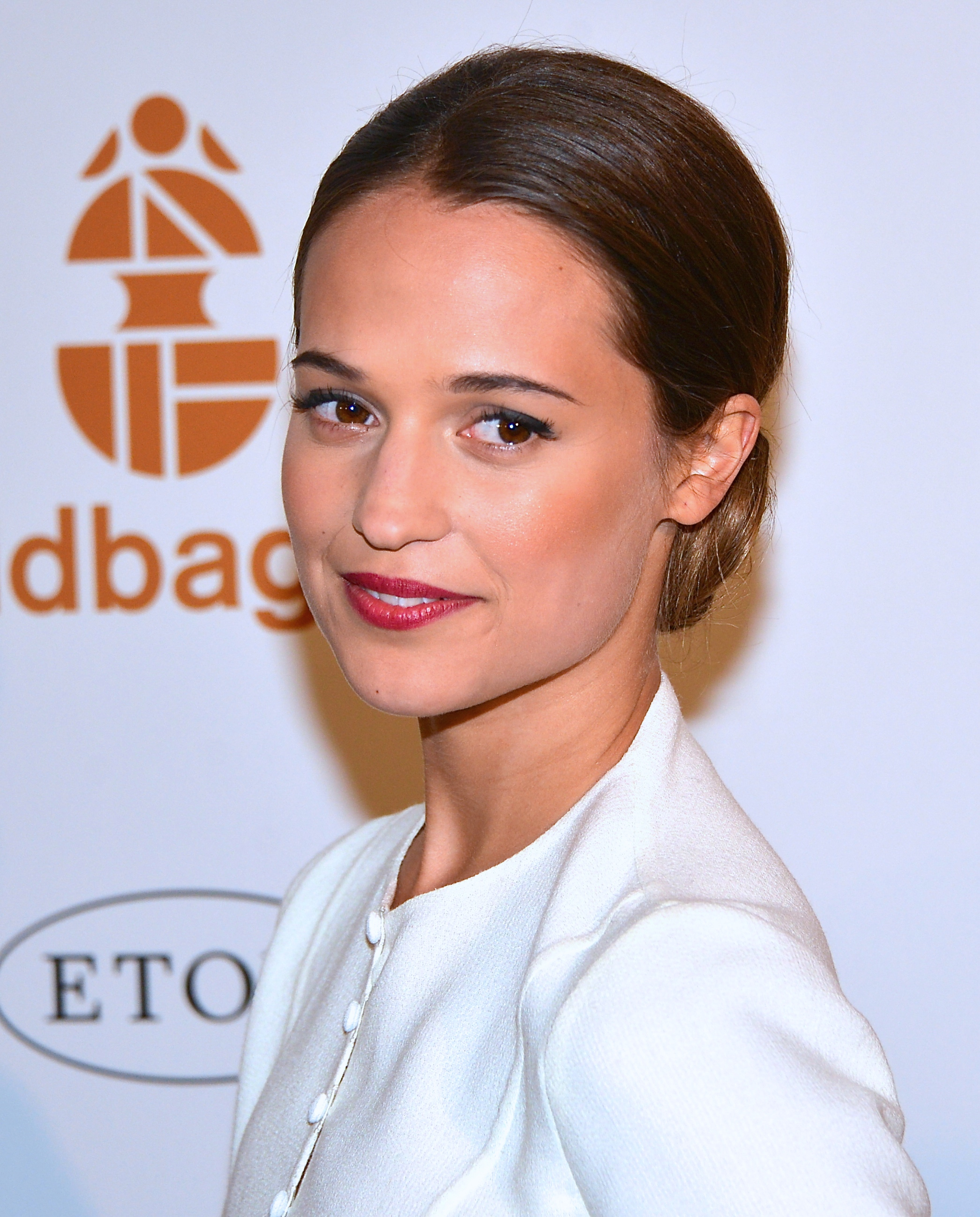
Alicia Vikander, Nữ diễn viên phụ xuất sắc nhất

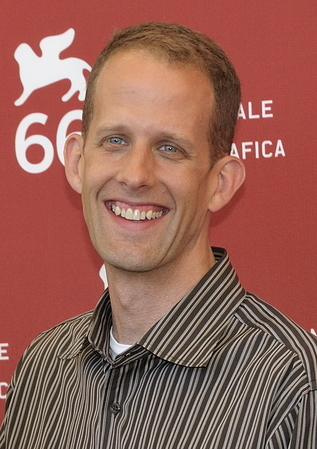
Pete Docter, Nhận giải cho Phim hoạt hình hay nhất

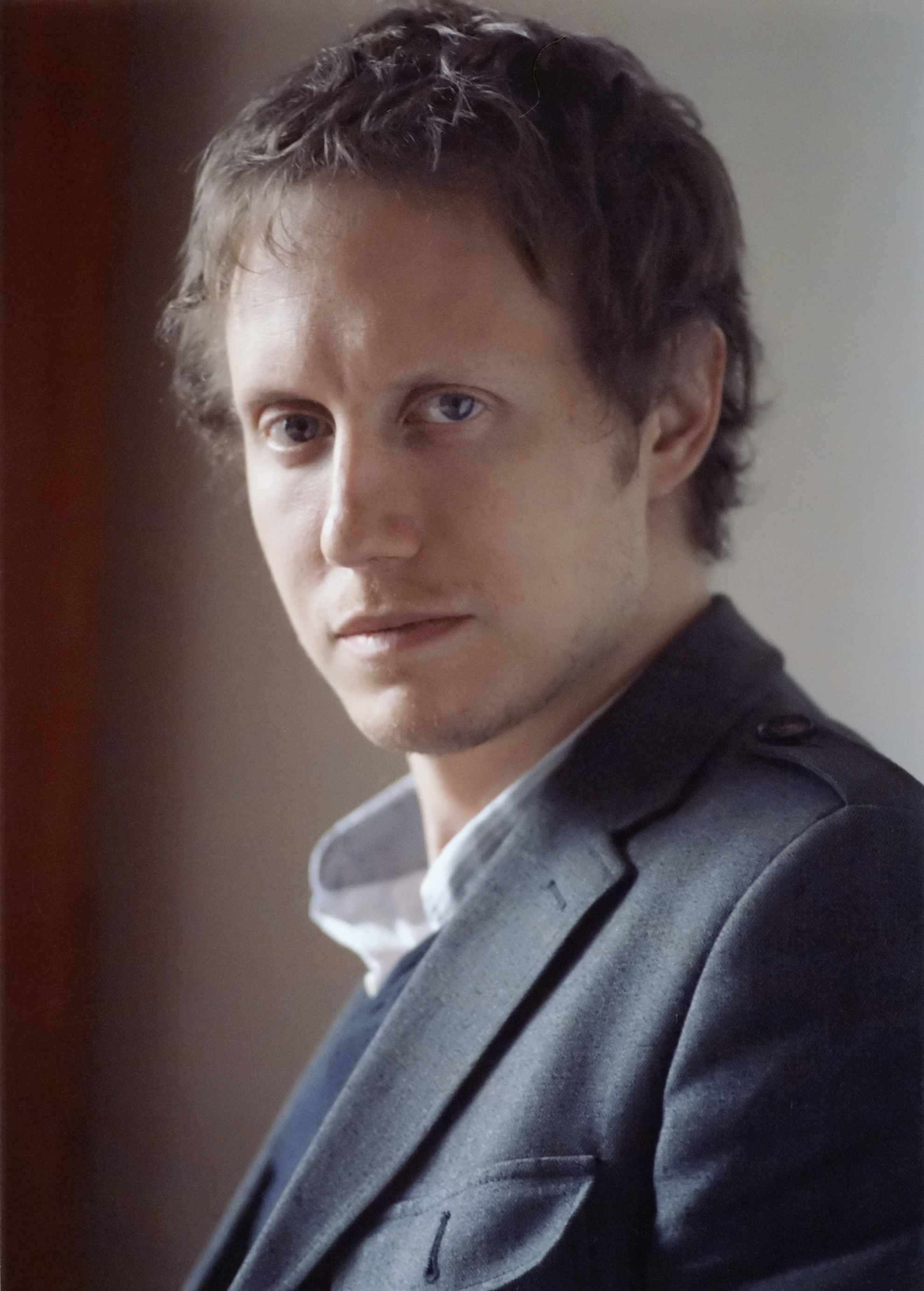
László Nemes, Nhận giải cho Phim ngoại ngữ hay nhất

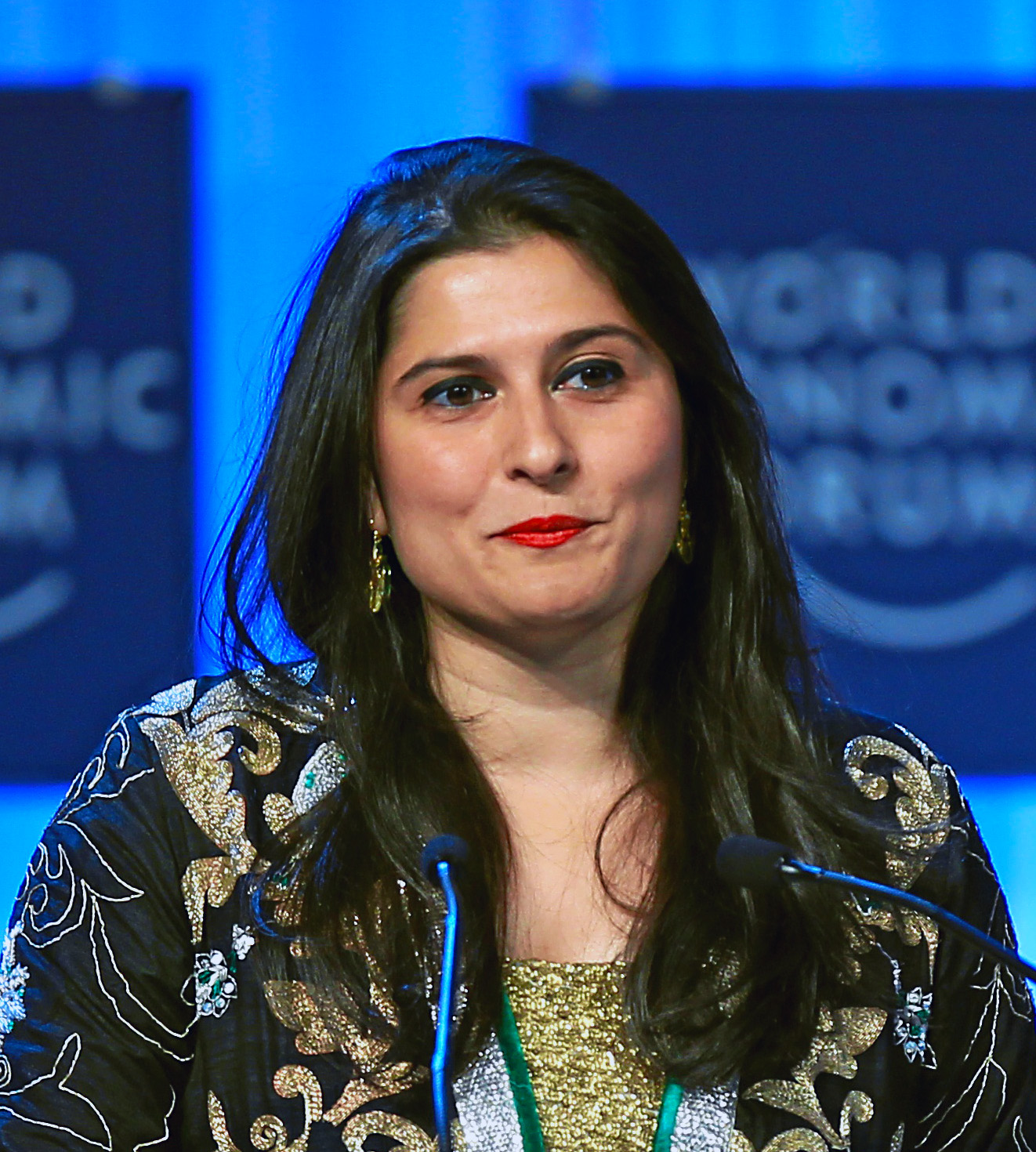
Sharmeen Obaid Chinoy, Nhận giải cho Phim tài liệu ngắn hay nhất

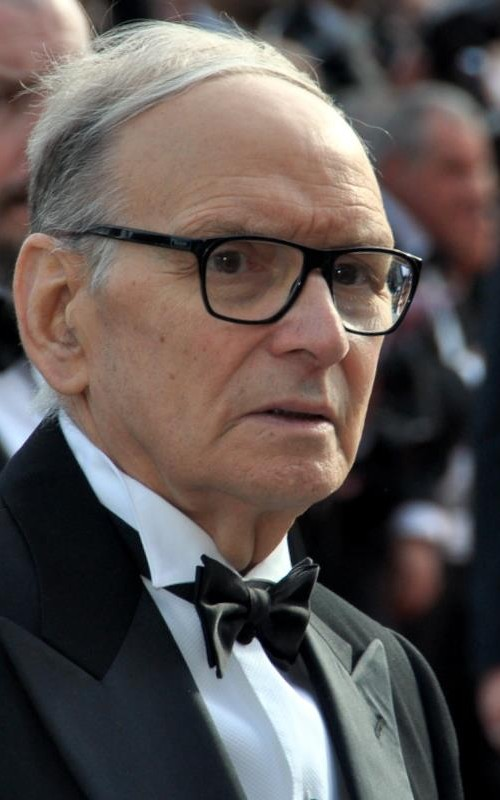
Ennio Morricone, Nhận giải cho Nhạc phim hay nhất

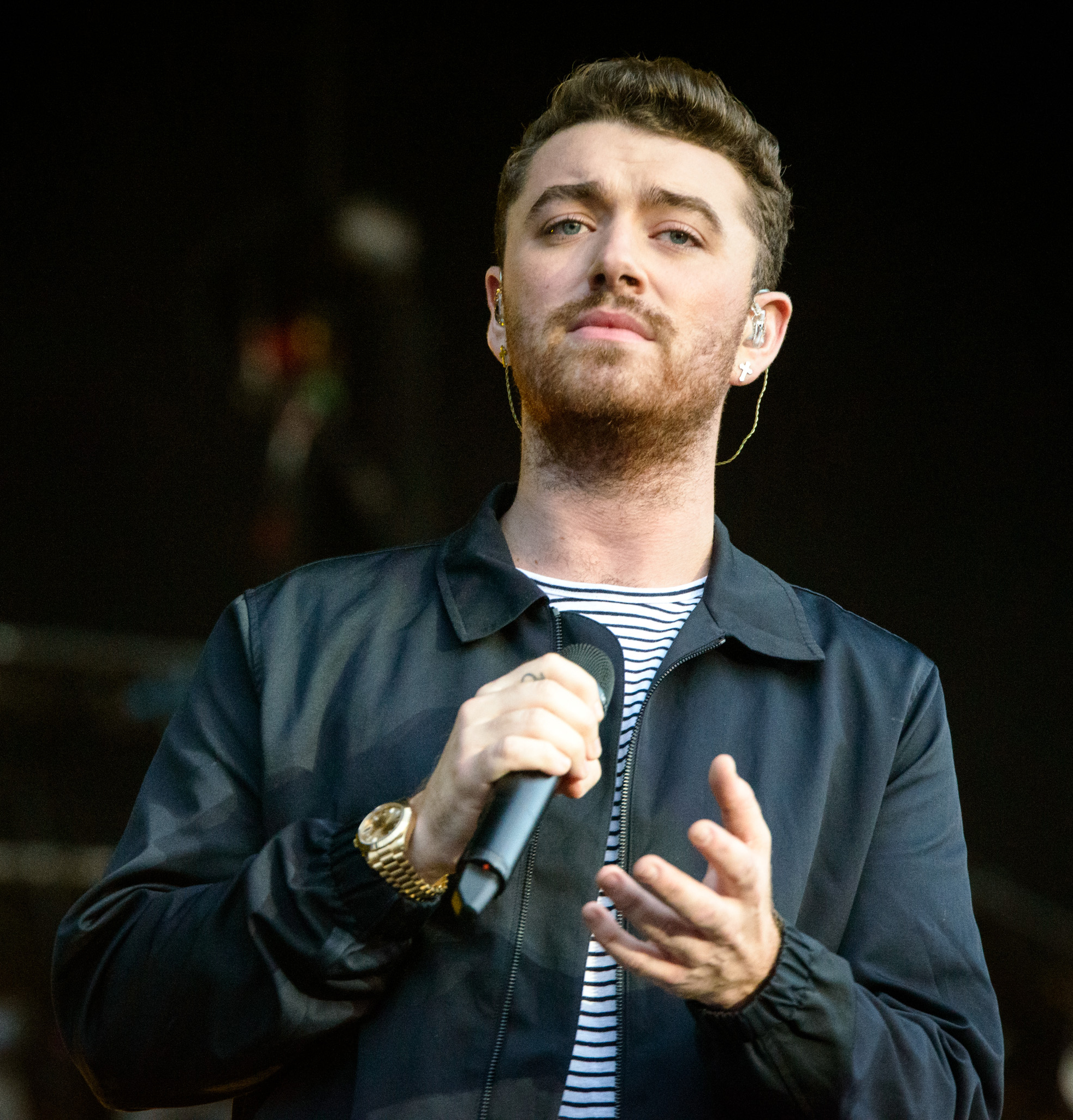
Sam Smith, Nhận giải cho Ca khúc trong phim hay nhất

Phim hoặc người thắng giải được in đậm

### Phim hay nhất
- Spotlight - Michael Sugar, Steve Golin, Nicole Rocklin và Blye Pagon Faust
  - The Big Short – Brad Pitt, Dede Gardner và Jeremy Kleiner
  - Bridge of Spies – Steven Spielberg, Marc Platt và Kristie Macosko Krieger
  - Brooklyn – Finola Dwyer và Amanda Posey
  - Mad Max: Fury Road - Doug Mitchell và George Miller
  - The Martian - Simon Kinberg, Ridley Scott, Michael Schaefer và Mark Huffam
  - The Revenant - Arnon Milchan, Steve Golin, Alejandro G. Iñárritu, Mary Parent và Keith Redmon
  - Room - Ed Guiney

### Đạo diễn xuất sắc nhất
- Alejandro G. Iñárritu – The Revenant
  - Lenny Abrahamson – Room
  - Tom McCarthy – Spotlight
  - Adam McKay – The Big Short
  - George Miller – Mad Max: Fury Road

### Nam diễn viên chính xuất sắc nhất
- Leonardo DiCaprio – The Revenant vai Hugh Glass
  - Bryan Cranston – Trumbo vai Dalton Trumbo
  - Matt Damon – The Martian vai Mark Watney
  - Michael Fassbender – Steve Jobs vai Steve Jobs
  - Eddie Redmayne – The Danish Girl vai Lili Elbe / Einar Wegener

### Nữ diễn viên chính xuất sắc nhất
- Brie Larson – Room vai Joy "Ma" Newsome
  - Cate Blanchett – Carol vai Carol Aird
  - Jennifer Lawrence – Joy vai Joy Mangano
  - Charlotte Rampling – 45 Years vai Kate Mercer
  - Saoirse Ronan – Brooklyn vai Eilis Lacey

### Nam diễn viên phụ xuất sắc nhất
- Mark Rylance – Bridge of Spies vai Rudolf Abel
  - Christian Bale – The Big Short vai Michael Burry
  - Tom Hardy – The Revenant vai John Fitzgerald
  - Mark Ruffalo – Spotlight vai Michael Rezendes
  - Sylvester Stallone – Creed vai Rocky Balboa

### Nữ diễn viên phụ xuất sắc nhất
- Alicia Vikander – The Danish Girl vai Gerda Wegener
  - Jennifer Jason Leigh – The Hateful Eight vai Daisy Domergue hay "The Prisoner"
  - Rooney Mara – Carol vai Therese Belivet
  - Rachel McAdams – Spotlight vai Sacha Pfeiffer
  - Kate Winslet – Steve Jobs vai Joanna Hoffman

### Kịch bản gốc xuất sắc nhất
- Spotlight – Tom McCarthy và Josh Singer
  - Bridge of Spies – Matt Charman, Ethan Coen và Joel Coen
  - Ex Machina – Alex Garland
  - Inside Out – Josh Cooley, Ronnie del Carmen, Pete Docter và Meg LeFauve
  - Straight Outta Compton – Andrea Berloff, Jonathan Herman, S. Leigh Savidge và Alan Wenkus

### Kịch bản chuyển thể xuất sắc nhất
- The Big Short – Adam McKay và Charles Randolph, kịch bản gốc The Big Short của Michael Lewis
  - Brooklyn – Nick Hornby, kịch bản gốc Brooklyn của Colm Tóibín
  - Carol – Phyllis Nagy, kịch bản gốc The Price of Salt của Patricia Highsmith
  - The Martian – Drew Goddard, kịch bản gốc The Martian của Andy Weir
  - Room – Emma Donoghue, kịch bản gốc Room của Emma Donoghue

### Phim hoạt hình hay nhất
- Inside Out – Pete Docter và Jonas Rivera
  - Anomalisa – Charlie Kaufman, Duke Johnson và Rosa Tran
  - Boy & the World – Alê Abreu
  - Shaun the Sheep Movie – Mark Burton và Richard Starzak
  - When Marnie Was There – Hiromasa Yonebayashi và Yoshiaki Nishimura

### Phim ngoại ngữ hay nhất
- Son of Saul (Hungari, tiếng Hungari) – László Nemes
  - A War (Đan Mạch, tiếng Đan Mạch) – Tobias Lindholm
  - Embrace of the Serpent (Colombia, tiếng Tây Ban Nha) – Ciro Guerra
  - Mustang (Pháp, tiếng Thổ Nhĩ Kỳ) – Deniz Gamze Ergüven
  - Theeb (Jordan, tiếng Ả Rập) – Naji Abu Nowar

### Phim tài liệu hay nhất
- Amy – Asif Kapadia và James Gay-Rees
  - Cartel Land – Matthew Heineman và Tom Yellin
  - The Look of Silence – Joshua Oppenheimer và Signe Byrge Sørensen
  - What Happened, Miss Simone? – Liz Garbus, Amy Hobby và Justin Wilkes
  - Winter on Fire: Ukraine's Fight for Freedom – Evgeny Afineevsky và Den Tolmor

### Phim tài liệu ngắn hay nhất
- A Girl in the River: The Price of Forgiveness
  - Body Team 12
  - Chau, Beyond the Lines
  - Claude Lanzmann: Spectres of the Shoah
  - Last Day of Freedom

### Phim ngắn hay nhất
- Stutterer
  - Everything Will Be Okay (Alles Wird Gut)
  - Ave Maria
  - Day One
  - Shok

### Phim hoạt hình ngắn hay nhất
- Bear Story – Pato Escala Pierart và Gabriel Osorio Vargas
  - We Can't Live Without Cozmos – Konstantin Bronzit
  - Prologue – Imogen Sutton và Richard Williams
  - Sanjay's Super Team – Nicole Paradis Grindle và Sanjay Patel
  - World of Tomorrow – Don Hertzfeldt

### Nhạc phim hay nhất
- The Hateful Eight – Ennio Morricone
  - Bridge of Spies – Thomas Newman
  - Carol – Carter Burwell
  - Sicario – Jóhann Jóhannsson
  - Star Wars: The Force Awakens – John Williams

### Ca khúc trong phim hay nhất
- "Writing's on the Wall" trong phim Spectre – Jimmy Napes và Sam Smith
  - "Earned It" trong phim Fifty Shades of Grey – Ahmad Balshe, Jason Quenneville, Stephan Moccio và Abel Tesfaye
  - "Manta Ray" trong phim Racing Extinction – Antony Hegarty và J. Ralph
  - "Simple Song #3" trong phim Youth – David Lang
  - "Til It Happens to You" trong phim The Hunting Ground – Lady Gaga và Diane Warren

### Biên tập âm thanh xuất sắc nhất
- Mad Max: Fury Road
  - The Martian
  - The Revenant
  - Sicario
  - Star Wars: The Force Awakens

### Hòa âm hay nhất
- Mad Max: Fury Road
  - Bridge of Spies
  - The Martian
  - The Revenant
  - Star Wars: The Force Awakens

### Thiết kế sản xuất xuất sắc nhất
- Mad Max: Fury Road – Colin Gibson và Lisa Thompson
  - Bridge of Spies – Rena DeAngelo, Bernhard Henrich và Adam Stockhausen
  - The Danish Girl – Michael Standish và Eve Stewart
  - The Martian – Celia Bobak và Arthur Max
  - The Revenant – Jack Fisk và Hamish Purdy

### Quay phim xuất sắc nhất
- The Revenant – Emmanuel Lubezki
  - Carol – Ed Lachman
  - The Hateful Eight – Robert Richardson
  - Mad Max: Fury Road – John Seale
  - Sicario – Roger Deakins

### Hóa trang xuất sắc nhất
- Mad Max: Fury Road – Damian Martin, Lesley Vanderwalt và Elka Wardega
  - The Hundred-Year-Old Man Who Climbed Out the Window and Disappeared – Love Larson và Eva von Bahr
  - The Revenant – Siân Grigg, Duncan Jarman và Robert Pandini

### Thiết kế phục trang đẹp nhất
- Mad Max: Fury Road – Jenny Beavan
  - Carol – Sandy Powell
  - Cinderella – Sandy Powell
  - The Danish Girl – Paco Delgado
  - The Revenant – Jacqueline West

### Dựng phim xuất sắc nhất
- Mad Max: Fury Road – Margaret Sixel
  - The Big Short – Hank Corwin
  - The Revenant – Stephen Mirrione
  - Spotlight – Tom McArdle
  - Star Wars: The Force Awakens – Maryann Brandon và Mary Jo Markey

### Hiệu ứng hình ảnh xuất sắc nhất
- Ex Machina – Mark Williams Ardington, Sara Bennett, Paul Norris và Andrew Whitehurst
  - Mad Max: Fury Road – Andrew Jackson, Dan Oliver, Andy Williams và Tom Wood
  - The Martian – Anders Langlands, Chris Lawrence, Richard Stammers và Steven Warner
  - The Revenant – Richard McBride, Matt Shumway, Jason Smith và Cameron Waldbauer
  - Star Wars: The Force Awakens – Chris Corbould, Roger Guyett, Paul Kavanagh và Neal Scanlan

### Phim có nhiều đề cử và giải thưởng
| Đề cử | Tên phim                     |
| ----- | ---------------------------- |
| 12    | The Revenant                 |
| 10    | Mad Max: Fury Road           |
| 7     | The Martian                  |
| 6     | Bridge of Spies              |
| 6     | Carol                        |
| 6     | Spotlight                    |
| 5     | The Big Short                |
| 5     | Star Wars: The Force Awakens |
| 4     | The Danish Girl              |
| 4     | Room                         |
| 3     | Brooklyn                     |
| 3     | The Hateful Eight            |
| 3     | Sicario                      |
| 2     | Ex Machina                   |
| 2     | Inside Out                   |
| 2     | Steve Jobs                   |

| Số giải thưởng | Phim               |
| -------------- | ------------------ |
| 6              | Mad Max: Fury Road |
| 3              | The Revenant       |
| 2              | Spotlight          |